# Ora che Marlene
Ora che Marlene è un cortometraggio del 2008 diretto da Giovanna Nazarena Silvestri e candidato ai David di Donatello 2008.

## Trama
Cosa accade dopo un abbandono? Chi rimane, nel dolore della casa vuota, la riempie di immagini e domande. Nel gesto quotidiano del lavare i piatti i frammenti del passato intersecano gli istanti del presente. 1.503 fotografie per interrogarsi sulla propria vita e su come emergere dal nulla che l'ha invasa.

## Riconoscimenti
- 2008 - David di Donatello
  - Candidatura come miglior cortometraggio[1]